# El circo de las Montini
El circo de las Montini es una telenovela chilena creada por Víctor Carrasco, dirigida por Vicente Sabatini y transmitida por Televisión Nacional de Chile desde el 11 de marzo hasta el 9 de agosto de 2002. La trama se basa en una familia circense liderada por cuatro mujeres que deben afrontar una nueva temporada de funciones en la localidad costera de San Antonio en la Región de Valparaíso. Inesperadamente la matriarca anuncia que esta será su última gira y ante esto, sus hijas se disputarán esa posición; sin embargo, una serie de acontecimientos marcan para siempre el desarrollo de sus vidas y del circo. De género melodramático con tonos de comedia, los guiones de El circo de las Montini fueron desarrollados por Víctor Carrasco, María José Galleguillos, Nona Fernández y Hugo Morales, mientras que la producción estuvo a cargo de forma ejecutiva por Pablo Ávila.
Es protagonizada por Delfina Guzmán, Claudia Di Girólamo y Francisco Melo. Es una de las telenovelas más vistas en la historia de la televisión chilena con una audiencia promedio de 36,4 puntos de rating y varios episodios que alcanzaron peaks entre 50 y 58 puntos. Se atribuye su éxito a su puesta en escena, el reparto y tratar diversos temas de connotación social de la época como el sida, la demencia, el consumismo y la desigualdad tanto económica como educacional. Ante esto, recibió tres Premios APES y fue nominada a cuatro Premios Altazor en sus principales categorías en televisión. También recibió un Shine Award en Estados Unidos por una organización comprometida a los derechos sexuales de las personas. Debido al éxito ha sido retransmitida en varias ocasiones en Chile y sus personajes son considerados como parte de la cultura popular chilena.

## Argumento
Olga Primera Montini (Delfina Guzmán) es una mujer impredecible, antojadiza y dominante, características que se reflejan en la manera en que dirige su circo y en cómo toma decisiones en todos los aspectos de su vida. Su temperamento extrovertido y confrontacional la ha convertido en una figura poderosa, un ícono del circo, pero también en una mujer que impone su voluntad de manera implacable. En su juventud, fue una estrella del trapecio que, con esfuerzo y determinación, construyó su imperio circense, convirtiéndose en la soberana del Circo Internacional Montini. Desde su balcón, en la primera línea del Puerto de San Antonio, vigila todos los movimientos de su circo con binoculares, dando órdenes a través de altavoces y dejando en claro su control absoluto sobre cada rincón de la organización.
Sin embargo, los años han pasado, y Olga Primera siente el peso del tiempo. Decidida a retirarse de los escenarios, toma la difícil decisión de poner a prueba a sus cuatro hijas para que una de ellas se haga cargo de su legado. Su intención es que cada una de ellas demuestre su capacidad para liderar el circo, pero, por un accidente, el anuncio de su retiro se filtra, lo que desata una gran preocupación y tensión entre las hijas, excepto por una: Olga Segunda (Claudia Di Girolamo), la hija que regresó al circo después de más de dos décadas de ausencia.
Olga Segunda, una trapecista internacional, tuvo que abandonar el circo cuando era joven, después de un doloroso abandono por parte de un hombre, quien no supo que ella estaba embarazada. Este hecho la llevó a entregar a su hija recién nacida a su hermana Valeria mayor (Roxana Campos), la coordinadora del circo, que siempre fue la más responsable y servicial de las hermanas, convirtiéndose en la mano derecha de Olga Primera y quien ha sostenido el circo durante todos estos años.
El regreso de Olga Segunda, la hija prodiga que se fue y ahora regresa con un pasado lleno de secretos y resentimientos, trae consigo una serie de conflictos y temores para la matriarca del clan. La situación se complica aún más cuando Olga Segunda se reencuentra con David Valenti (Francisco Melo), el trapecista estrella del circo, quien fue una pieza fundamental en su vida en el pasado. Lo que parecía ser una reconciliación con un viejo amor se convierte en una fuente de fricción cuando David y Olga Tercera (Amparo Noguera), la hermana menor, se besan frente a Olga Segunda, durante la tradicional comida de inauguración de una nueva temporada del circo. Este incidente empuja a Olga Segunda a romper el pacto de silencio que había mantenido con su madre y hermana, revelando que ella y David Valenti son los verdaderos padres de Olga Tercera, un secreto que había permanecido oculto durante años.
Este revelador episodio marca el comienzo de una nueva etapa en el circo, alterando por completo la dinámica de la familia Montini. Los conflictos familiares y los secretos del pasado emergen con fuerza, y los miembros del circo comienzan a enfrentar enfermedades, amores no correspondidos, envidias, y el descubrimiento de habilidades ocultas. A medida que se desarrolla la última temporada bajo el mando de Olga Primera Montini, las tensiones se disparan, y el circo se ve afectado por los cambios tanto en su estructura como en la convivencia entre los personajes.
A la par, las viejas heridas del pasado resurgen con fuerza. Valeria descubre la impactante verdad sobre su infancia: su madre, a quien ha idealizado y adorado, la dejó al cuidado de su tía Rita (Marés González), cuando era apenas una niña. Olga Primera abandonó a Valeria para irse con el padre trapecista de Olga Segunda, un hombre que recién había conocido. Este descubrimiento revela la raíz de la profunda rivalidad entre la "Italiana" y la "Tuerta", dos mujeres que, en su lucha por el poder, el amor y el reconocimiento, dejaron cicatrices imborrables en la vida de Valeria, quien se ve arrastrada a una historia de traición, abandono y amor no correspondido. La verdad sobre el pasado hace que Valeria comience a comprender la complejidad de los lazos familiares y la profunda conexión entre las decisiones tomadas por su madre y tía, desvelando un conflicto que ha marcado la vida de cada miembro de la familia Montini.

## Reparto

### Principales
- Claudia Di Girolamo como Olga Calderón (Olga II Montini)[9]
- Francisco Melo como David Riquelme (David Valenti)
- Delfina Guzmán como Olga Soto (Olga I Montini)[10]
- Luis Alarcón como Juan Lorenzo
- Roxana Campos como Valeria Lorenzo
- Ximena Rivas como Elena Lorenzo
- Carmen Disa Gutiérrez como Lidia Canales
- Eduardo Barril como Braulio Canales
- Marés González como Rita Muñoz
- José Soza como Lindorfo Mondaca
- Alfredo Castro como César Mondaca
- Tamara Acosta como Nadia Marín
- Juan Falcón como Isidro Martin
- Amparo Noguera como Olga Lorenzo (Olga III Montini)
- Álvaro Morales como Luis Rubio
- Francisca Imboden como Jessica Mardones
- Néstor Cantillana como Rodrigo Marín
- Antonia Zegers como Sirena Montoya
- Pablo Schwarz como Danilo Quintero
- Luz Jiménez como Leonor Galdames
- Violeta Vidaurre como Termutis Norambuena
- Sergio Hernández como Jonathan Paredes
- Óscar Hernández como Pedro Marín
- Erto Pantoja como Igor Palacios
- Rodrigo Pérez como Lázaro Mondaca
- Alessandra Guerzoni como Natasha Ulánova
- Ricardo Fernández como Matías Fuenzalida
- Álvaro Espinoza como Alexander Quintero
- Claudia Cabezas como Olga Rubio (Olga IV Montini)
- Felipe Ríos como Christopher Quintero
- Daniela Lhorente como Waleska Marambio
- Mauricio Inzunza como Misael Arancibia
- María José Necochea como Dayana Marín
- Eduardo Soto como Leonidas Marambio
- Mireya Véliz como Rebeca Morán
- Taira Court como Pamela Garrido
- Mario Gatica como Rubén Varela
- Roberto Avendaño como Erasmo Quintero
- Ernesto Gutiérrez como Lisberto Sandoval
- Héctor Aguilar como Mario Latorre
- Seide Tosta como Omara

### Recurrentes e invitadas especiales
- Yael Unger como Rosario Álvarez[11]
- Consuelo Holzapfel como Violeta Espinoza[12]

## Producción
En la creación de El circo de las Montini estuvo involucrado el mismo equipo detrás de otras telenovelas exitosas de Televisión Nacional como La fiera (1999), Romané (2000) y Pampa Ilusión (2001), compuesto por la dirección de Vicente Sabatini, el escritor Víctor Carrasco y la producción de Pablo Ávila. Al igual que en las telenovelas anteriores de Sabatini esta sería protagonizada por Claudia Di Girolamo en conjunto a Francisco Reyes. Pero Reyes optó por rechazar el rol de «David Valenti» para participar en la grabación de la película Subterra; no obstante, igual participó en los ensayos.
La producción también sufrió tres nuevas bajas en su elenco. Blanca Lewin dejó el proyecto debido a incompatibilidades con sus compromisos cinematográficos con Matías Bize, quien había sido considerada para el papel de Olga III. Por otro lado, Consuelo Holzapfel, quien había participado en los ensayos previos, decidió no continuar debido a motivos de desgaste personal, a pesar de haber sido contemplada para el rol de Valeria Lorenzo. Sin embargo, la actriz tuvo una breve aparición en algunos episodios. Sabatini contactó a la actriz Maricarmen Arrigorriaga para reemplazar a Holzapfel, sin éxito. Finalmente, Claudio González optó por realizar un Máster en actuación en la School For Film & Television en Nueva York, lo que lo llevó a abandonar el proyecto.Asimismo, esta ha sido la única telenovela protagonizada por Delfina Guzmán.
La telenovela gira en torno a un circo; por ello, todos los actores involucrados en actividades circenses tuvieron que pasar por un entrenamiento específico a su rol durante cuatro meses. Esto incluyó clases de trapecio, monociclo, malabarismo y adiestramiento de animales. Asimismo, El circo de las Montini marcó un precedente en la televisión chilena porque fue la primera telenovela en que los personajes no utilizaban un lenguaje formal y en su lugar usaban expresiones coloquiales emulando la forma de hablar de los sectores populares. Misma situación ocurrió con su trama que incluyó temáticas sensibles. Esto generó críticas por parte de artistas circenses y espectadores que realizaron denuncias en el Consejo Nacional de Televisión. Ante ello, la trama debió ser modificada para bajar la intensidad de eventos como la violación del personaje de «Nadia Carolina», que fue insinuada desde el comienzo, y quitar de la trama cuando «Lidia» comienza a prostituirse para pagar sus deudas, como se planificó desde un comienzo.
La manera en que funcionaba el ficticio «Circo Internacional Montini» fue inspirado en la operación del Circo de las Águilas Doradas, e incluyó la instalación de una carpa de circo real junto a un campamento de casas rodantes a su alrededor, que fue montado en un terreno de la localidad de San Antonio en la Región de Valparaíso, donde años después se construyó un centro comercial. El personaje de «Olga Primera» se basó en «La colombiana», como es denominada en la vida real la propietaria del Circo de las Águilas Doradas. Por su parte, la «Olga Segunda» se basó en «la Maranata», integrante del mismo. Los payasos fueron instruidos por el Circo de los Tachuela. Mientras que el personaje de «Dayana Andrea» tuvo como inspiración el aspecto de la cantante británica Emma Bunton, miembro del grupo Spice Girls.
La carpa de circo que se utilizó en esta telenovela fue donada por Televisión Nacional al circo Los Montini; quienes se encontraban realizando funciones cerca de la zona costera de Iloca en la Región del Maule, cuando producto del terremoto y posterior tsunami del 27 de febrero de 2010, esta resultó destruida por completo. Fue entonces, cuando el mismo circo recibió como donación la carpa utilizada en el programa Circo de estrellas, emitido entre marzo y junio de 2010 por TVN. Asimismo, varios actores de El circo de las Montini junto a Vicente Sabatini se reencontraron en marzo de 2010 para reunir fondos para el circo. Esto incluyó las recaudaciones de varias obras de teatro.

## Recepción
El circo de las Montini debutó el 11 de marzo de 2002 con una audiencia promedio de 45,2 puntos de rating y un peak de 54, marcando el segundo mejor debut de una telenovela en Chile tras el récord de Amores de mercado que marcó 54 puntos de rating con un peak de 61 en su primera emisión el 6 de agosto de 2001. Luego de su emisión original, ha sido retransmitida por TVN en 2010, 2014 y 2020.